# Alise Dimante
Alise Dimante (ur. 2 października 1988 w Rydze) – łotewska lekkoatletka specjalizująca się w skoku o tyczce. Posiada także obywatelstwo szwedzkie.

## Osiągnięcia
- reprezentantka Łotwy w zawodach Pucharu Europy
- medalistka mistrzostw kraju[1]

## Rekordy życiowe
- skok o tyczce – 4,03 (2007) do 2012 rekord Łotwy
- skok o tyczce (hala) – 3,90 (2007)